# Крістіан Карл Ґабель
Крістіан Карл Ґабель (10 листопада 1679 - 3 серпня 1748, Рібе) — данський віцеадмірал і старший воєнний секретар.

## Сім'я
Крістіан Карл Ґабель був сином Фредеріка фон Ґабеля (Frederik Christoffersen Gabel). Про його молодість нічого не відомо.
Був двічі одружений. Перший шлюб був з Фредерікою Крістіаною Шульт, донькою таємного радника Дідеріка Шульта та його дружини Ермеґард Софі Ґабель. Восьмеро дітей від цього шлюбу померли в молодому віці, а Фредеріка померла в 1731 році. Наступного року він одружився з Анною Бенедикте Стінсен, вдовою генерал-лейтенанта Крістіана Ранцау-Фрііса та донькою підполковника Еріка Стінсена та його дружини Фібеке Урне. Цей шлюб залишився бездітним. Анна померла в Рібе в 1756 році. Ґабель помер у 1748 році й був похований у церкві в Браммінґу.
Крім своїх військових навичок, Ґабель також чудово знав комерційну сферу. У 1709 році, після смерті батька, купив маєток Брегентвед. У 1718 році він продав ферму данському королю зі значним прибутком. За своє життя Ґабель володів кількома землеволодіннями та маєтками по всій Данії.

## Участь у Північній війні
Вперше згадується у 1700 році як капітан-лейтенант. Він був призначений капітаном у 1704 році, командор-капітаном у 1710 році, контрадміралом у 1714 році та віцеадміралом у 1715 році.
У 1712 році Ґабель служив капітаном на данському флагманському кораблі «Prinsessan Hedvig Sophia» у флоті Ульріка Крістіана Ґюльденлове. Брав участь у морській битві біля Рюґена наприкінці вересня 1712 року. Перемога над шведським флотом дуже сильно вплинула на хід Великої Північної війни, оскільки понад 100 захоплених шведських кораблів містили припаси для обложених фортець Штральзунда, Штеттіна і Вісмара, а також продовольство та боєприпаси для шведської армії в Померанії.
У 1714 році Ґабель був переданий до флоту адмірала Петера Рабена. Як насліок він отримав власну невелику флотилію. Одним із його кораблів, фрегатом Løvendals Galej, командував капітан Петер Вессель Торденшельд.

### Морська битва біля Фемарна 1715 р
У 1715 році данська флотилія, що складалася з 10 кораблів під командуванням Ґабеля, і шведська флотилія під командуванням контр-адмірала Карла Ганса Вахтмайстера зіткнулися в Фемарнбельті. У битві данцям вдалося загнати в кут шведський флот. Шведський контр-адмірал Wachtmeister був змушений потопити свій флагман. Він здався Ґабелю в полон разом із 1800 шведськими моряками. Перемога над шведським флотом і захоплення п'ятьох військових кораблів принесли Ґабелю великий престиж і підвищення до віце-адмірала .

### Морський бій біля Ясмунда
Влітку 1715 року шведський флот знову був посланий, щоб вистежити і розбити данський флот. Відновлення панування в Балтійському морі було життєво важливим для виживання шведських військ у Шведській Померанії . Флот з 28 кораблів перебував під командуванням адмірала Класа Шпарре.
Після того, як основний флот Данії ненадовго перебував у Гетеборзі, він відплив до Рюгена наприкінці липня 1715 року. 8 серпня відбулася битва біля острова. Шведський флот був розбитий і відступив під гарматами фортеці Карлскруна. Незабаром після битви адмірал Рабен був змушений зійти на берег за станом здоров'я, а Ґабель ненадовго став головнокомандувачем головного данського флоту.  Однак він зіграв лише другорядну роль у взятті фортеці Штральзунд. Морськими операціями флоту керував віцеадмірал Крістен Томесен Зегестед.
У 1717 році він знову передав командування адміралу Рабену і був з честю звільнений з військової служби 31 травня. Він був обраний головним воєнним секретарем (overkrigssekretær), посада подібна до воєнного міністра. Однак він не мав права голосу в данській Таємній раді. Того ж року він став кавалером ордена Даннеброґ.

## Головний воєнний секретар (1717–1725)
Після миру зі Швецією перед Ґабелем було поставлено важке завдання поновити датську морську адміністрацію.
Фінансове становище флоту було катастрофічним, екіпажі вже 1,5 року були без зарплати. Офіцерський корпус був надто старий і в основному переповнений некомпетентними офіцерами через непотизм. Моральний дух на флоті був дуже низьким. Кораблі були зношені та застарілі. Тяжке становище моряків можна побачити в тому, що Ґабель особисто дозволив жінкам «stjæle eller tigge» (красти або жебракувати), щоб здобувати собі на хоч якийсь прожиток.
Одним із перших заходів Ґабеля був вислати старих офіцерів у відставку. У найкоротші терміни всім військовослужбовцям ВМФ було виплачено грошове забезпечення. Крім того, удосконалювалися службовий розпорядок і уніформа. Було модернізовано флот, розширено військово-морську базу Голмен поблизу столиці Копенгаґена та розширено укріплення. Була цілком переглянута судова система Флоту.
За дуже короткий час умови покращилися в усіх сферах. Адміністрування ставало все більш централізованим, і Ґабель отримав значну владу в армії. Хоча він не засідав у Gehejmekonseil, він мав великий вплив на данського короля Фрідріха. IV. Під час свого перебування на посаді Ґабель неодноразово конфліктував із впливовим єпископом Бартоломеєм Дайхманом, який також опікувався фінансами короля з 1720 року. Він звинуватив Ґабеля в корупції та кумівстві. Слідчий комітет не зміг знайти жодних явних доказів проти Ґабеля, і справу було закрито. Врешті король уповноважив його вести політичні переговори з зятем царя Петра Першого, герцогом Карлом Фрідріхом (Шлезвіг-Гольштайн-Ґотторфом) . Переговори, які велися без відома Gehejmekonseil, не дали конкретних результатів і почали завдавати шкоди репутації короля. Король звільнив Ґабеля з цієї посади, а також усунув його з посади військового міністра. Пізніші дослідження істориків показали, що Ґабель, ймовірно, був лише посередником у переговорах між королем і герцогом.

## Канон-мер і таємний радник
Після смерті радника Рібе, пана Генріка Ернста фон Калнайнса, Ґабель був призначений його наступником. Через шлюб з Анною Бенедиктою Стінсен він отримав садибу в Браммінґу, в якій він провів решту свого життя.
У 1731 році був призначений таємним радником. Бувши радником, він покращував шкільні та церковні служби у своїй громаді. Він швидко здобув дуже високу репутацію серед своїх підлеглих.

## Спадок
Незважаючи на його популярність у народі, сучасники часто зображували його негативно, через незнання чи особисті мотиви. Єнс Мьоллер (данський теолог та історик) пише про Ґабеля:
|  | Дякувати Богу, важко знайти таку виняткову людину, як цей Ґабель, що почав свою кар'єру метким і хоробрим морським офіцером, гідним позмагатися з Торденскйольдом, але пізніше скотився до негідного придворного |

 Однак пізніші дослідники, такі як Крістіан Вальтер Бруун і Едвард Гольм, судили його м’якше і, можливо, справедливіше. Наприклад, що як старший військовий секретар він був досить несприйнятливим до корупції.